# Li Mengwen
Li Mengwen (xinès simplificat: 李梦雯, pinyin: Lǐ Mèngwén; Suzhou, 28 de març de 1995) és una futbolista professional xinesa que juga com a lateral dret al West Ham United d'Anglaterra, cedida pel Brighton & Hove Albion. També és internacional per la selecció de la Xina.

## Carrera
Li va començar la seua carrera al Jiangsu. El 2 de setembre de 2022, es va unir al club francés Paris Saint-Germain amb un contracte de préstec d'una temporada.
Després de jugar a diferents seleccions juvenils, Li va debutar amb l'absoluta xinesa el 20 d'agost de 2018 en una victòria per 16-0 als Jocs Asiàtics contra Tadjikistan. El juliol de 2021, va ser nomenada a la plantilla dels Jocs Olímpics de 2020.
El gener de 2022, Li va ser convocada a l'equip per a la Copa d'Àsia femenina de l'AFC 2022. Va jugar tres partits al torneig on el seu equip va obtindre el nové títol continental.

## Vida personal
El pare de Li era corredor de fons. Seguint els passos del seu pare, va ser atleta de 400 metres abans de centrar-se en el futbol.